# Окция
О́кция (лат. Occia; умерла в 19 году, Рим, Римская империя) — римская государственная деятельница и жрица, предположительно, занимавшая должность старшей весталки.

## Биография
Окция происходила из неименитого плебейского рода, представители которого впервые появляются в сохранившихся письменных источниках лишь с середины II века до н. э., когда Рим вёл затяжную войну в Ближней Испании. Тогда под началом проконсула Квинта Цецилия Метелла (впоследствии — Македонского) в звании легата служил некто Квинт Окций (ум. после 142 до н. э.), который за проявленное в боях с местными племенами мужество был прозван «Ахиллесом». Среди прочих Окциев следует отметить также дуумвира времён диктатуры Луция Корнелия Суллы, имя которого фигурирует в групповой надписи из Помпей.
О самой Окции, впрочем, известно только, что скончалась она в 19 году. При этом Окция, предположительно, являясь старшей среди жриц богини Весты, по словам Корнелия Тацита, «в течение пятидесяти семи лет с величайшим благочестием руководила священнодействиями весталок».
В честь Окции назван один из кратеров крупнейшей малой планеты Солнечной системы.